# Campionato estone di calcio a 5
Il campionato estone di calcio a 5 è un insieme di tornei di calcio a 5, nazionali e locali, organizzati dalla Federazione calcistica dell'Estonia. La prima divisione è chiamata "Saalijalgpalli Meistriliiga".

## Storia
Il campionato estone è stato istituito nel 2006 e dalla stagione seguente è articolato in un girone unico. Le prime edizioni sono state dominate dall'Anži Tallinn, capace di vincere sei titoli in otto anni.

## Albo d'oro
- 2006-2007:  Anži Tallinn (1)
- 2007-2008:  Betoon Tallinn (1)
- 2008-2009:  Sillamäe Kalev (1)
- 2009-2010:  Anži Tallinn (2)
- 2010-2011:  Anži Tallinn (3)
- 2011-2012:  Anži Tallinn (4)
- 2012-2013:  Anži Tallinn (5)
- 2013-2014:  Anži Tallinn (6)
- 2014-2015:  Augur (2)
- 2015-2016:  Cosmos Tallinn (1)

- 2016-2017:  Narva United (1)
- 2017-2018:  Cosmos Tallinn (2)
- 2018-2019:  Viimsi (1)
- 2019-2020:  Viimsi (2)
- 2020-2021:  Viimsi (3)
- 2021-2022:  Cosmos Tallinn (3)
- 2022-2023:  Cosmos Tallinn (4)
- 2023-2024:  NPM Silmet (1)